# Putila
Putila, întâlnit și sub forma Putila Storojinețului, (în ucraineană Путила, transliterat: Putîla, în rusă Путила, transliterat: Putila, în germană Putilla-Storonetz sau Putilla Storonetz și în poloneză Putyła) este un oraș în regiunea Cernăuți (Ucraina), centru administrativ al raionului omonim din Carpații Bucovinei. Este situat la o distanță de 117 km sud-vest de orașul Cernăuți, la 42 km de orașul Vijnița și la 5 km de frontiera cu România.
Orașul este situat la o altitudine de 628 metri, la poalele Munților Carpați, pe malul râului Putila, în partea de centru a raionului Putila. Are 3,265 locuitori, preponderent ucraineni (huțuli). De acest orășel depind administrativ satele Parculina, Ryja și Torăceni.

## Istorie

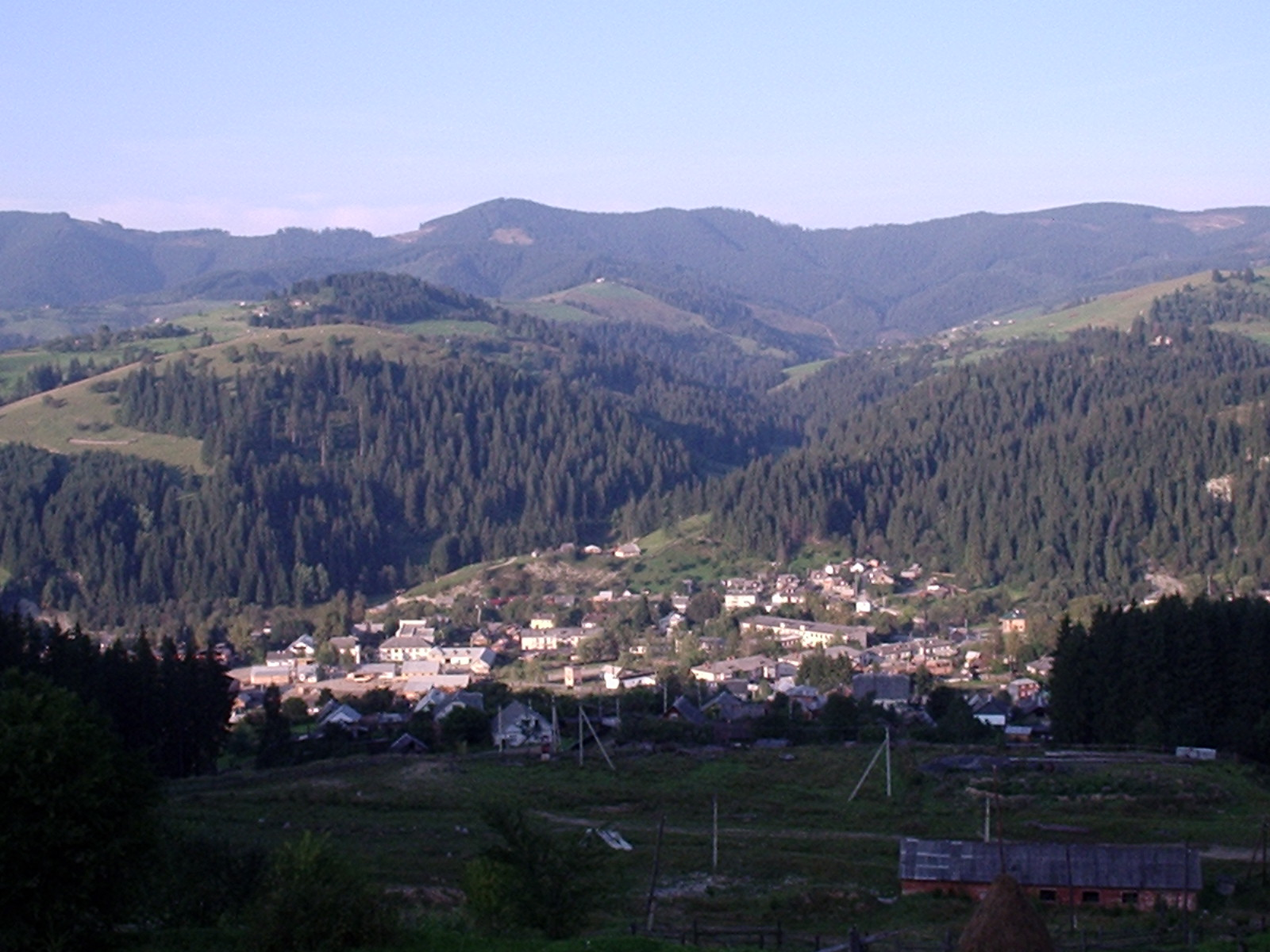
Vedere panoramică a oraşului Putila

Prima mențiune documentară a localității Putila are loc în anul 1501, perioadă când făcea parte din regiunea istorică Bucovina a Principatului Moldovei.
După cum afirmă cronicarul moldovean Ion Neculce (1672-1745) în lucrarea sa O samă de cuvinte: Când au aședzat pace Ștefan-vodă cel Bun cu leșii, fiind Ion Tăutul logofăt mare, l-au trimis sol la leși. Și au dăruit craiul leșescu Tăutului aceste sate la margine: Câmpul Lungu rusescu, Putila, Răstoaceli, Vijnița, Ispasul, Milie, Vilavce, Carapciul, Zamostie, Vascăuții, Voloca. Toate acestea le-au dăruit craiul leșescu Tăutului logofătului. Și au pus hotar apa Cirimușul, întru o duminică dimineața. 
În ianuarie 1775, ca urmare a atitudinii de neutralitate pe care a avut-o în timpul conflictului militar dintre Turcia și Rusia (1768-1774), Imperiul Habsburgic (Austria de astăzi) a primit o parte din teritoriul Moldovei, teritoriu cunoscut sub denumirea de Bucovina.
După anexarea Bucovinei de către Imperiul Habsburgic în anul 1775, localitatea Putila a făcut parte din Ducatul Bucovinei, guvernat de către austrieci, făcând parte din districtul Putila (în germană Putilla). În cursul anului 1817, țăranii din Putila au făcut o plângere către împăratul habsburgic Francisc I, pentru a protesta față de 10 măriri ale impozitelor în timp de zece ani.
În anul 1843, interzicerea folosirii libere a pădurilor și a pășunilor de către țărani a dus la izbucnirea unei răscoale în 22 sate din raionul Putila. Unul dintre conducătorii revoltei a fost Luchian Cobiliță. Țăranii au ocupat pădurile și pășunile din zona Bucovinei de nord-vest, abandonându-și obligațiile față de stăpânire și expulzând autoritățile guvernamentale. În martie 1844, răscoala a fost înăbușită cu ajutorul forțelor militare austriece, iar 14 capi ai răscoalei, printre care Luchian Cobiliță, Ivan Halitsia și Iosip Byrlou, au fost capturați și închiși.
După Unirea Bucovinei cu România la 28 noiembrie 1918, satul Putila Storojinețului a făcut parte din componența României, în Plasa Putilei a județului Rădăuți. Pe atunci, majoritatea populației era formată din ucraineni, existând și comunități de români și de evrei. În perioada interbelică a funcționat aici o judecătorie, iar Casa Asigurărilor Sociale din Rădăuți dispunea de servicii medicale în comună .
Ca urmare a Pactului Ribbentrop-Molotov (1939), Bucovina de Nord a fost anexată de către URSS la 28 iunie 1940, reintrând în componența României în perioada 1941-1944. Apoi, Bucovina de Nord a fost reocupată de către URSS în anul 1944 și integrată în componența RSS Ucrainene. În anul 1961, a fost înființat raionul Putila inclus în componența RSS Ucrainene, iar satul Putila a primit statutul de așezare urbană (orășel).
Începând din anul 1991, orășelul Putila face parte din raionul Putila al regiunii Cernăuți din cadrul Ucrainei independente, fiind centru administrativ raional. Conform recensământului din 1989, numărul locuitorilor care s-au declarat români plus moldoveni era de 24 (13+11), adică 0,69% din populația localității . În prezent, orașul are 3.265 locuitori, preponderent ucraineni.

## Demografie
Componența lingvistică a așezării de tip urban Putila
     Ucraineană (98,56%)
     Rusă (1,07%)
     Alte limbi (0,33%)
Conform recensământului din 2001, majoritatea populației așezării de tip urban Putila era vorbitoare de ucraineană (98,56%), existând în minoritate și vorbitori de rusă (1,07%).
1930: 1.819 (recensământ) 
1965: 2.900 (estimare)
1989: 3.429 (recensământ) 
2001: 3.265 (recensământ)
2007: 3.267 (estimare)

## Recensământul din 1930
Componența etnică a comunei Putila (județul Rădăuți)
     Români (2,54%)
     Evrei (20,94%)
     Ruteni (9,94%)
     Huțuli (64,48%)
     Polonezi (1,22%)
     Altă etnie (0,88%)
Componența confesională a comunei Putila
     Ortodocși (70,39%)
     Mozaici (21,1%)
     Romano-catolici (2,54%)
     Greco-catolici (5,64%)
     Altă religie (0,33%)
Conform recensământului efectuat în 1930, populația comunei Putila se ridica la 1810 locuitori. Majoritatea locuitorilor erau huțuli (64,48%), cu o minoritate de evrei (20,94%), una de ruteni (9,94%), una de polonezi (1,22%) și una de români (2,54%). Alte persoane s-au declarat: cehi/slovaci (1 persoană), germani (8 persoane), ruși (6 persoane) și turci (1 persoană). Din punct de vedere confesional, majoritatea locuitorilor erau ortodocși (70,39%), dar existau și mozaici (21,1%), romano-catolici (2,54%), greco-catolici (5,64%). Alte persoane s-au declarat: evanghelici/luterani (4 persoane), musulmani (1 persoană) și armeano-catolici (1 persoană).

## Personalități
- Iuri Fedkovîci (1834-1888) - prozator și traducător ucrainean

## Obiective turistice
În orașul Putila se află Muzeul memorial al scriitorului ucrainean Iuri Fedkovici (1834-1888). Casa a fost construită la începutul secolului al XVIII-lea.
La aproximativ 60 de metri de muzeu se află un monument de arhitectură (Biserica de lemn cu hramul "Sf. Nicolae", construită în 1885 pe un teren donat de Iuri Fedkovici) .
În această localitate s-a desfășurat în anii 1995 și 2004 Festivalul de folclor huțul.

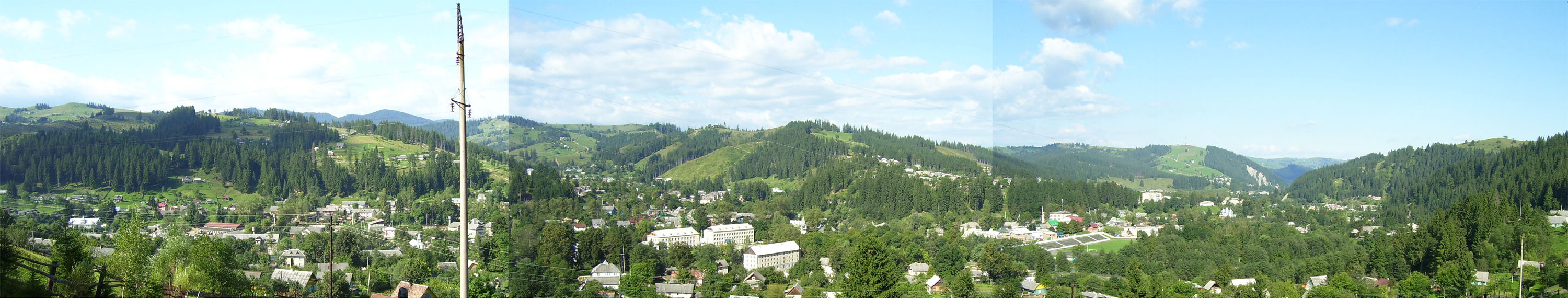
Vedere panoramică a oraşului Putila